# 有理映射
在代數幾何中，有理映射是定義在概形的稠密開集上的態射。有理映射及由此引生的雙有理等價是古典代數幾何學的主要對象。

## 定義
固定概形 {\displaystyle V,W}。考慮所有的資料 {\displaystyle (U,f)}，其中 {\displaystyle U\subset V} 是稠密開集，而 {\displaystyle f:U\to W} 是態射；這些資料代表了 {\displaystyle U} 上「部份定義」的態射，{\displaystyle U} 代表 {\displaystyle f} 的定義域。定義下述等價關係：
{\displaystyle (U,f)\sim (U',g)\iff f|_{U\cap U'}=g|_{U\cap U'}}
此外，注意到稠密性保證 {\displaystyle U\cap U'} 也是 {\displaystyle V} 中的稠密開集。當 {\displaystyle V} 不可約，則所有非空開集都是稠密的。若再假設 {\displaystyle V} 既約而 {\displaystyle W} 是分離概形，則任一等價類有唯一一個定義域最大的代表元。
從概形 {\displaystyle V} 到 {\displaystyle W} 的有理映射 {\displaystyle f} 是其中的一個等價類 {\displaystyle [U,f]}。
若 {\displaystyle f} 是從 {\displaystyle U} 到 {\displaystyle V}，{\displaystyle g} 是從 {\displaystyle V} 到 {\displaystyle W} 的有理映射，則一般並不能定義其合成 {\displaystyle g\circ f}。但是當 {\displaystyle f} 的像（對某個，因而對每個代表元 {\displaystyle (U_{0},f_{U_{0}})}）在 {\displaystyle V} 中稠密時，對每個 {\displaystyle g} 的代表元 {\displaystyle (V_{0},g_{V_{0}})}，{\displaystyle f_{U_{0}}(U_{0})\cap V_{0}} 皆非空，此時可以定義 {\displaystyle g\circ f:=[f_{U_{0}}^{-1}(V_{0}),g_{V_{0}}\circ f_{U_{0}}]}。
同理，若 {\displaystyle V} 與 {\displaystyle W} 都是 {\displaystyle S} 上的概形，也可以類似地定義 {\displaystyle S}-有理映射。

## 例子
設 {\displaystyle k} 為整環，設 {\displaystyle V:=\mathbb {A} _{k}^{n}}、{\displaystyle W:=\mathbb {A} _{k}^{m}}，則從 {\displaystyle V} 到 {\displaystyle W} 的任何有理映射 {\displaystyle f} 有唯一的表法：
{\displaystyle f=\left({\dfrac {f_{1}(x_{1},\ldots ,x_{n})}{g_{1}(x_{1},\ldots ,x_{n})}},\ldots ,{\dfrac {f_{m}(x_{1},\ldots ,x_{n})}{g_{m}(x_{1},\ldots ,x_{n})}}\right)}
其中 {\displaystyle f_{i},g_{i}} 是多項式。該有理映射可以在 {\displaystyle \mathbb {A} _{k}^{n}\setminus \bigcup _{i}\{g_{i}=0\}} 上定義。
此外，對於不可約 {\displaystyle k}-概形 {\displaystyle X}，其上的有理函數一一對應到從 {\displaystyle X} 到 {\displaystyle \mathbb {P} _{k}^{1}} 的有理映射。

## 優勢映射與雙有理等價
之前考慮合成問題時，曾利用像的稠密性條件；滿足該條件的有理映射稱為優勢映射。由於優勢映射可以作合成，定義從概形 {\displaystyle V} 到 {\displaystyle W} 的雙有理等價為一個優勢映射 {\displaystyle f}，使得存在另一個從 {\displaystyle W} 到 {\displaystyle V} 的優勢映射 {\displaystyle g}，使 {\displaystyle f\circ g=\mathrm {id} _{W}}、{\displaystyle g\circ f=\mathrm {id} _{V}}。
以下考慮域 {\displaystyle k} 上的不可約代數簇及其間的 {\displaystyle k}-有理映射。有理映射的地位在於：透過有理函數的「拉回」運算，代數簇之間的優勢映射對應到函數域之間的映射，而雙有理等價對應到函數域的同構。由此可知代數簇的雙有理等價範疇等價於函數域的反範疇。

## 雙有理等價的例子
雙有理等價的定義較同構寬，因為我們容許態射在某維度較低的閉集上未定義。一個例子是 {\displaystyle \mathbb {P} _{k}^{2}} 與 {\displaystyle X:xy-wz=0\subset \mathbb {P} _{k}^{3}}，兩者雙有理等價，而並不同構。原因如下：{\displaystyle \mathbb {P} _{k}^{2}} 中的任兩條閉曲線都有交點，而在 {\displaystyle X} 中，{\displaystyle w=x=0} 與 {\displaystyle y=z=0} 不相交，因而 {\displaystyle X} 與 {\displaystyle \mathbb {P} _{k}^{2}} 並不同構。
另一方面，{\displaystyle X} 的函數域可以在仿射開集 {\displaystyle w\neq 0} 上計算，此開集的座標環是 {\displaystyle k[x,y,z]/(xy-z)\simeq k[x,y]}，其函數域是 {\displaystyle k(x,y)}；這也是 {\displaystyle \mathbb {P} _{k}^{2}} 的函數域，於是二者雙有理等價。若細審上述論證，事實上能寫出所求雙有理等價的式子。

## 文獻
- Grothendieck, Alexandre; Jean Dieudonné.  2nd edition. Berlin; New York: Springer-Verlag. 1971. ISBN 978-3-540-05113-8 （法语）.
- Hartshorne, Robin. . Berlin; New York: Springer-Verlag. 1977. ISBN 978-0-387-90244-9 （英语）.